# NGC 1204
NGC 1204 је лентикуларна галаксија у сазвежђу Еридан која се налази на NGC листи објеката дубоког неба.
Деклинација објекта је - 12° 20' 30" а ректасцензија 3h 4m 39,9s. Привидна величина (магнитуда) објекта NGC 1204 износи 13,3 а фотографска магнитуда 14,2. NGC 1204 је још познат и под ознакама MCG -2-8-45, IRAS 03022-1232, PGC 11583.